# Else Lasker-Schüler
Else Lasker-Schüler (Elberfeld, 1869. február 11. – Jeruzsálem, 1945. január 22.) német költőnő, az expresszionizmus lírai költője.

## Életútja, lírája
Elberfeldben született zsidó családban, két sikertelen házassága után az irodalmi bohémek életét élte.
Negyedik verskötete Héber balladák (Hebräische Balladen) címen jelent meg 1913-ban. Lasker-Schüler ebben a kötetben égő színű orientális képekben a zsoltárokra emlékeztető bizarr metaforasorokban énekel és álmodozik az ótestamentum hőseiről, Ábrahámról, Izsákról, Józsefről, Eszterről. Az expresszionizmus tematikai motívumai még nem bukkannak fel ebben a tiszta csengésű, bensőséges lírában, amely önmagába, a költői és a mitikus látomásokba zárkózik be tehetetlenül, védtelenül a való élettel szemben.
Negyedik verseskötetének megjelenése után azonban Lasker-Schüler az első költők egyike, aki feladja a líra hagyományos formáit, feláldozza a rímet, a strófát, a szabályos ritmust egy sajátosan egyéni, parlando-tónus kedvéért. Gyermekesen naiv, minden irodalmi konvenciótól szűz, de ugyanakkor tudatosan artisztikus lírájában különleges álomvilágot teremt, amely keleti őseinek mitikus-mesés paradicsomát idézi. A Sturm rendszeresen publikálta verseit.
Költészetével 1932-ben elnyerte a Kleist-díjat, de 1933-ban zsidó származása miatt már menekülnie kellett Németországból, előbb Svájcban, majd 1937-ben végleg Jeruzsálemben telepedett le. Utolsó kötete Kék zongorám (Mein blaues Klavier) címen jelent meg 1943-ban, e könyv versei a panasz, a honvágy, az önmagában kiégő, hasztalan ellobogó szeretet és a halálba-készülődés érzéseiről szólnak.

## Verskötetei
- Styx (1902)
- Der siebente Tag (1905)
- Meine Wunder (1911)
- Hebräische Balladen (Héber balladák) (1913)
- Gesammelte Gedichte (1917)
- Mein blaues Klavier (Kék zongorám) (1943)

## Magyarul
- Villogó kavicson. Válogatott versek; ford. Dávidházi Péter et al., vál., utószó Hajnal Gábor; Európa, Bp., 1972